# Трюмплер (лунный кратер)
Кратер Трюмплер (лат. Trumpler), не путать с кратером Трюмплер на Марсе, — большой древний ударный кратер в северном полушарии обратной стороны Луны. Название присвоено в честь американского астронома Роберта Трюмплера (1866—1956) и утверждено Международным астрономическим союзом в 1970 г. Образование кратера относится к нектарскому периоду.

## Описание кратера
Ближайшими соседями кратера Трюмплер являются кратер Стено на северо-западе; кратер Нушл на севере; кратер Шайн на северо-востоке; кратер Фрейндлих на юго-востоке и кратер Тихомиров на юго-западе. Селенографические координаты центра кратера 29°20′ с. ш. 167°08′ в. д. / 29,33° с. ш. 167,14° в. д., диаметр 76,2 км, глубина 2,8 км
Кратер Трюмплер имеет полигональную форму и значительно разрушен за длительное время своего существования. Вал сглажен и отмечен множеством маленьких кратеров, особенно в юго-западной части. Высота вала над окружающей местностью достигает 1340 м, объем кратера составляет приблизительно 5400 км³. Дно чаши сравнительно ровное, отмечено множеством маленьких и мелких кратеров, особенно в южной части. Короткая цепочка кратеров тянется от центра чаши до восточной части внутреннего склона.

## Сателлитные кратеры
| Трюмплер | Координаты                                             | Диаметр, км |
| -------- | ------------------------------------------------------ | ----------- |
| V        | 29°42′ с. ш. 163°56′ в. д. / 29,7° с. ш. 163,93° в. д. | 36,2        |

## См.также
- Список кратеров на Луне
- Лунный кратер
- Морфологический каталог кратеров Луны
- Планетная номенклатура
- Селенография
- Минералогия Луны
- Геология Луны
- Поздняя тяжёлая бомбардировка